# صومعه آلاوردی
صومعه آلاوردی (گرجی: ალავერდის მონასტერი) یک صومعه وابسته به کلیسای ارتدکس گرجی است که در ۲۵ کیلومتر (۱۶ مایل) آخمتا، در منطقه کاختی در خاور گرجستان واقع شده‌است. در حالی که بخش‌هایی از صومعه پیشینه‌شان به سده ششم می‌رسد، کلیسای کنونی در سده یازدهم به دست کویریکه سوم کاختی ساخته شد و جایگزین کلیسای پیشین شد.

## تاریخ
این صومعه به دست راهب آشوری، جوزف (یوسب، آمبا) که از انطاکیه به آلاوردی آمده بود که در آن زمان یک روستای کوچک و مرکز پاگان‌های پیشین مختص ماه بود، بنیان نهاده شد. با بلندی ۵۵ متر (۱۸۰ فوت)، کلیسای جامع آلاوردی بلندترین ساختمان مذهبی در گرجستان بود و تا زمان ساخته شدن کلیسای جامع تثلیث تفلیس این مقام را داشت. گمان می‌رود که انبار کلیسا در میان سده‌های ۱۰ و ۱۲ میلادی ساخته شده باشد.

## دفن‌شدگان
- ملکه کتوان
- تهمورث‌خان گرجی